# Félix Carrasquer
Félix Carrasquer Launed (1905-1993) fue un pedagogo y escritor español.

## Biografía
Nacido el 4 de noviembre de 1905 en la localidad oscense de Albalate de Cinca, era hermano del también escritor Francisco Carrasquer. Se ganaba la vida de panadero.
A los trece años de edad fue diagnosticado de miopía aguda y en 1932, durante una representación teatral pierde la visión definitivamente quedando ciego, lo que no le impidió continuar su labor cultural revolucionaria, escribiendo y representando sus propias obras literarias entre ellas El Riego y el triunfo de la pandilla y La ley de fugas.
Llevó a cabo al menos dos proyectos educativos: el primero, la Escuela Eliseo Reclús en Barcelona en el año 1935; y el segundo la Escuela de Militantes Libertarios en Monzón, un establecimiento educativo de carácter anarcosindicalista creado en el año 1936 con el apoyo de la Federación Comarcal de la CNT. El centro de educación pretendía que "grupos de adolescentes pudieran adquirir los conocimientos y la responsabilidad personal imprescindible para servirlas a las colectividades como animadores y contables". Se estudiaban las materias propias de la etapa educativa, pero también hacían prácticas y experimentos agrícolas, encargándose los alumnos de la organización y planificación del trabajo.
Colaboró en la Maternidad de Barcelona al producirse la sublevación del 18 de julio de 1936 durante los primeros meses de la guerra. Abandonó el campo de concentración de Noé en Francia, en donde se había exiliado, para entrar de forma clandestina en Barcelona. Fue secretario del Subcomité de Aragón en Cataluña. En 1946 fue detenido y condenado a 25 años de prisión, en 1960 se exilió por segunda vez a Francia. Falleció en la comuna francesa de Thil el 7 de octubre de 1993, a la edad de ochenta y siete años.

## Obras
- El sindicato y la empresa (1970)
- Sindicato humanista y revolucionario (1970)
- El sindicato y la universidad (1970)
- Sindicato y federaciones de industria (1970)
- Motivos del Cinca (1974)
- La voz de la tierra (1977)
- Definición del sindicalismo (1977; con B. Mas)
- ¿Marxismo o autogestión? (1977)
- La Escuela de Militantes de Aragón (1978)
- El anarcosindicalismo en el siglo XX (1978)
- Una experiencia de educación autogestionaria. Escuela Eliseo Reclus (1981)
- Las colectividades de Aragón (1986)
- La CNT como alternativa social (1987)
- Proyecto de una sociedad libertaria. Experiencia histórica y actualidad (1988) ISSN 0211-5611
- Federalismo - Una proyección y dinámica federal (2018)